# Iloczyn tensorowy przestrzeni Hilberta
Iloczyn tensorowy przestrzeni Hilberta {\displaystyle {\mathcal {H}}_{1}} i {\displaystyle {\mathcal {H}}_{2}} – przestrzeń Hilberta, utworzona z iloczynu tensorowego przestrzeni {\displaystyle {\mathcal {H}}_{1}} i {\displaystyle {\mathcal {H}}_{2}} traktowanych jako przestrzenie liniowe, z odpowiednio zdefiniowanym iloczynem skalarnym.

## Definicja iloczynu tensorowego przestrzeni Hilberta
Iloczynem tensorowym {\displaystyle {\mathcal {H}}_{1}\otimes {\mathcal {H}}_{2}} przestrzeni Hilberta {\displaystyle {\mathcal {H}}_{1}} i {\displaystyle {\mathcal {H}}_{2}} nazywa się przestrzeń Hilberta, taką że:
(1) bazę przestrzeni stanowi zbiór wektorów
{\displaystyle \{e_{1}\otimes e_{2}\colon \,\,e_{1}\in {\mathcal {E}}_{1},e_{2}\in {\mathcal {E}}_{2}\},}
gdzie:
{\displaystyle {\mathcal {E}}_{1}} i {\displaystyle {\mathcal {E}}_{2}} – bazy ortonormalne odpowiednio w przestrzeni {\displaystyle {\mathcal {H}}_{1}} i {\displaystyle {\mathcal {H}}_{2},}
{\displaystyle e_{1}\otimes e_{2}} – Iloczyn Kroneckera wektorów baz {\displaystyle e_{1}} i {\displaystyle e_{2}.}
(2) iloczyn skalarny w tej przestrzeni jest zdefiniowany następująco:
jeżeli {\displaystyle {\mathcal {H}}_{1}} i {\displaystyle {\mathcal {H}}_{2}} są przestrzeniami Hilberta z iloczynami skalarnymi, odpowiednio, {\displaystyle \langle \cdot |\cdot \rangle _{1}} i {\displaystyle \langle \cdot |\cdot \rangle _{2},} to iloczyn skalarny w przestrzeni {\displaystyle {\mathcal {H}}_{1}\otimes {\mathcal {H}}_{2}} definiuje wzór
{\displaystyle \langle \phi _{1}\otimes \phi _{2}|\psi _{1}\otimes \psi _{2}\rangle =\langle \phi _{1}|\psi _{1}\rangle _{1}\,\langle \phi _{2}|\psi _{2}\rangle _{2},}
gdzie:
{\displaystyle \phi _{1},\psi _{1}\in {\mathcal {H}}_{1},\,\,\,\phi _{2},\psi _{2}\in {\mathcal {H}}_{2}.}
Ponieważ iloczyn tensorowy przestrzeni Hilberta oznacza się takim samym symbolem, jak iloczyn tensorowy przestrzeni liniowych {\displaystyle (\otimes )} typ iloczynu wynika z kontekstu:
- przestrzenie liniowe, do których należą również przestrzenie Hilberta, mogą nie mieć zadanego iloczynu skalarnego; wówczas ich iloczyn tensorowy jest po prostu przestrzenią liniową, o bazie zadanej jak wyżej;
- iloczyn tensorowy przestrzeni Hilberta ma dodatkową strukturę, zadaną przez definicję iloczynu skalarnego; wówczas ich iloczyn tensorowy jest przestrzenią unitarną.

## Własności
(1) Iloczyn tensorowy {\displaystyle {\mathcal {H}}_{1}\otimes {\mathcal {H}}_{2}} jest przestrzenią Hilberta {\displaystyle {\mathcal {H}}} o wymiarze równym iloczynowi wymiarów przestrzeni {\displaystyle {\mathcal {H}}_{1}} i {\displaystyle {\mathcal {H}}_{2}.}
(2) W iloczynie tensorowym przestrzeni Hilberta występują wektory, których nie da się przedstawić w postaci iloczynu tensorowego wektorów składowych {\displaystyle \varphi _{1}(i)\otimes \phi _{2}(j),} takich że {\displaystyle \phi _{1}(i)\in {\mathcal {H}}_{1}} i {\displaystyle \phi _{2}(j)\in {\mathcal {H}}_{2},} ale które są w ogólności dowolnymi kombinacjami liniowymi takich wektorów, tj. {\displaystyle \sum _{i,j}a_{ij}\,\varphi _{1}(i)\otimes \psi _{2}(j).} Przykłady takich wektorów podano w Przykładzie 2.

## Przykład 1: Iloczyn tensorowy przestrzeni 2-wymiarowych
Rozważmy dwie przestrzenie Hilberta (w przedstawionych przykładach do oznaczenia wektorów przestrzeni Hilberta użyto notacji Diraca):
{\displaystyle {\mathcal {H}}_{1}} z bazą {\displaystyle \{|0\rangle _{1},|1\rangle _{1}\},}
{\displaystyle {\mathcal {H}}_{2}} z bazą {\displaystyle \{|0\rangle _{2},|1\rangle _{2}\}.}
Iloczyn tensorowy {\displaystyle {\mathcal {H}}_{1}\otimes {\mathcal {H}}_{2}} tych przestrzeni jest przestrzenią Hilberta {\displaystyle {\mathcal {H}}} o wymiarze równym {\displaystyle 4,} przy czym bazę tworzą iloczyny tensorowe wektorów bazowych przestrzeni {\displaystyle {\mathcal {H}}_{1}} przez wektory bazowe przestrzeni {\displaystyle {\mathcal {H}}_{2}{:}}
{\displaystyle \{|0\rangle _{1}\otimes |0\rangle _{2},|0\rangle _{1}\otimes |1\rangle _{2},|1\rangle _{1}\otimes |0\rangle _{2},|1\rangle _{1}\otimes |1\rangle _{2}\}.}
Jeżeli wektory bazy przedstawimy w bazie standardowej, jako ortonormalne kety
{\displaystyle |0\rangle _{1}={\begin{bmatrix}1\\0\end{bmatrix}}_{1},} {\displaystyle |1\rangle _{1}={\begin{bmatrix}0\\1\end{bmatrix}}_{1}}
oraz
{\displaystyle |0\rangle _{2}={\begin{bmatrix}1\\0\end{bmatrix}}_{2},} {\displaystyle |1\rangle _{2}={\begin{bmatrix}0\\1\end{bmatrix}}_{2}}
wówczas ich iloczyny tensorowe (iloczyny Kroneckera) to:
{\displaystyle |0\rangle _{1}\otimes |0\rangle _{2}={\begin{bmatrix}1\\0\end{bmatrix}}_{1}\otimes {\begin{bmatrix}1\\0\end{bmatrix}}_{2}={\begin{bmatrix}1\cdot {\begin{bmatrix}1\\0\end{bmatrix}}_{2}\\0\cdot {\begin{bmatrix}1\\0\end{bmatrix}}_{2}\end{bmatrix}}={\begin{bmatrix}1\\0\\0\\0\end{bmatrix}},}
{\displaystyle |0\rangle _{1}\otimes |1\rangle _{2}={\begin{bmatrix}1\\0\end{bmatrix}}_{1}\otimes {\begin{bmatrix}0\\1\end{bmatrix}}_{2}={\begin{bmatrix}1\cdot {\begin{bmatrix}0\\1\end{bmatrix}}_{2}\\0\cdot {\begin{bmatrix}0\\1\end{bmatrix}}_{2}\end{bmatrix}}={\begin{bmatrix}0\\1\\0\\0\end{bmatrix}},}
{\displaystyle |1\rangle _{1}\otimes |0\rangle _{2}={\begin{bmatrix}0\\1\end{bmatrix}}_{1}\otimes {\begin{bmatrix}1\\0\end{bmatrix}}_{2}={\begin{bmatrix}0\cdot {\begin{bmatrix}1\\0\end{bmatrix}}_{2}\\1\cdot {\begin{bmatrix}1\\0\end{bmatrix}}_{2}\end{bmatrix}}={\begin{bmatrix}0\\0\\1\\0\end{bmatrix}},}
{\displaystyle |1\rangle _{1}\otimes |1\rangle _{2}={\begin{bmatrix}0\\1\end{bmatrix}}_{1}\otimes {\begin{bmatrix}0\\1\end{bmatrix}}_{2}={\begin{bmatrix}0\cdot {\begin{bmatrix}0\\1\end{bmatrix}}_{2}\\1\cdot {\begin{bmatrix}0\\1\end{bmatrix}}_{2}\end{bmatrix}}={\begin{bmatrix}0\\0\\0\\1\end{bmatrix}}.}
Widać, że iloczyny tensorowe ketów {\displaystyle |0\rangle } i {\displaystyle |1\rangle } (tj. wektorów kolumnowych o 2 współrzędnych) tworzą kety o 4 współrzędnych. Powyższe wektory są unormowane do jedności i wzajemnie ortogonalne, dlatego tworzą bazę ortonormalną 4-wymiarowej przestrzeni Hilberta {\displaystyle {\mathcal {H}}_{1}\otimes {\mathcal {H}}_{2}.} Iloczyny tensorowe wektorów bra bazy (reprezentowane przez wektory wierszowe) utworzyłyby oczywiście wektory bra o 4 współrzędnych. Gdyby natomiast wektory bazy przestrzeni {\displaystyle {\mathcal {H}}_{1}} zapisać w postaci wektorów ket (kolumnowych), a wektory bazy przestrzeni {\displaystyle {\mathcal {H}}_{2}} w postaci wektorów bra (wierszowych), to iloczyn tensorowy wektorów baz tworzących bazę przestrzeni {\displaystyle {\mathcal {H}}_{1}\otimes {\mathcal {H}}_{2}} miałby postać macierzy 2 × 2. Jeżeli np. wektory bazy przedstawimy w bazie standardowej, jako kety:
{\displaystyle |0\rangle _{1}={\begin{bmatrix}1\\0\end{bmatrix}}_{1},} {\displaystyle |1\rangle _{1}={\begin{bmatrix}0\\1\end{bmatrix}}_{1}}
oraz bra
{\displaystyle \langle 0|_{2}={\begin{bmatrix}1,0\end{bmatrix}}_{2},} {\displaystyle \langle 1|_{2}={\begin{bmatrix}0,1\end{bmatrix}}_{2},}
wtedy otrzymamy iloczyny diadyczne (zwane również iloczynami zewnętrznymi):
{\displaystyle |0\rangle _{1}\otimes \langle 0|_{2}={\begin{bmatrix}1\\0\end{bmatrix}}_{1}\otimes {\begin{bmatrix}1&0\end{bmatrix}}_{2}={\begin{bmatrix}1&0\\0&0\end{bmatrix}},}
{\displaystyle |0\rangle _{1}\otimes \langle 1|_{2}={\begin{bmatrix}1\\0\end{bmatrix}}_{1}\otimes {\begin{bmatrix}0&1\end{bmatrix}}_{2}={\begin{bmatrix}0&1\\0&0\end{bmatrix}},}
{\displaystyle |1\rangle _{1}\otimes \langle 0|_{2}={\begin{bmatrix}0\\1\end{bmatrix}}_{1}\otimes {\begin{bmatrix}1&0\end{bmatrix}}_{2}={\begin{bmatrix}0&0\\1&0\end{bmatrix}},}
{\displaystyle |1\rangle _{1}\otimes \langle 1|_{2}={\begin{bmatrix}0\\1\end{bmatrix}}_{1}\otimes {\begin{bmatrix}0&1\end{bmatrix}}_{2}={\begin{bmatrix}0&0\\0&1\end{bmatrix}}.}
Z powyższego widać, że możliwe są różne reprezentacje wektorów baz rozważanych przestrzeni.

## Przykład 2: Stan splątany 2 cząstek
Załóżmy, że mamy dwie cząstki opisane stanami:
{\displaystyle |\psi \rangle _{1}=a|0\rangle _{1}+b|1\rangle _{1},}
{\displaystyle |\phi \rangle _{2}=c|0\rangle _{2}+d|1\rangle _{2}.}
Stany te należą do różnych przestrzeni Hilberta {\displaystyle {\mathcal {H}}_{1}} i {\displaystyle {\mathcal {H}}_{2}} ponieważ dotyczą różnych cząstek. Iloczyn tensorowy powyższych stanów ma postać:
{\displaystyle |\psi \rangle _{1}\otimes |\phi \rangle _{2}=(a|0\rangle _{1}+b|1\rangle _{1})\otimes (c|0\rangle _{2}+d|1\rangle _{2}),}
czyli (pomijając symbol iloczynu tensorowego po prawej stronie równania):
{\displaystyle |\psi \rangle _{1}\otimes |\phi \rangle _{2}=ac\,|0\rangle _{1}|0\rangle _{2}+ad\,|0\rangle _{1}|1\rangle _{2}+bc\,|1\rangle _{1}|0\rangle _{2}+bd\,|1\rangle _{1}|1\rangle _{2}.}
Jednak najbardziej ogólny stan powyższych cząstek zwany stanem splątanym, nie da się sprowadzić do powyższego iloczynu tensorowego. Ma postać dowolnej kombinacji liniowej wektorów bazowych, tj.
{\displaystyle |\xi \rangle _{12}=\alpha \,|0\rangle _{1}|0\rangle _{2}+\beta \,|0\rangle _{1}|1\rangle _{2}+\gamma \,|1\rangle _{1}|0\rangle _{2}+\delta \,|1\rangle _{1}|1\rangle _{2},}
gdzie:
{\displaystyle \alpha \neq ac} lub {\displaystyle \beta \neq ad} lub {\displaystyle \gamma \neq bc} lub {\displaystyle \delta \neq bd,} zachowując jednak warunek normalizacji tj. {\displaystyle |\alpha |^{2}+|\beta |^{2}+|\gamma |^{2}+|\delta |^{2}=1.}
Na przykład dla stanów stanowiących równomierną superpozycję standardowych wektorów bazowych (stany takie można otrzymać za pomocą unitarnej transformacji Hadamarda):
{\displaystyle |+\rangle _{1}={\frac {1}{\sqrt {2}}}(|0\rangle _{1}+|1\rangle _{1}),} {\displaystyle |-\rangle _{2}={\frac {1}{\sqrt {2}}}(|0\rangle _{2}-|1\rangle _{2})}
iloczyn tensorowy ma postać:
{\displaystyle |+\rangle _{1}\otimes |-\rangle _{2}={\frac {1}{2}}(|0\rangle _{1}|0\rangle _{2}-|0\rangle _{1}|1\rangle _{2}+|1\rangle _{1}|0\rangle _{2}-|1\rangle _{1}|1\rangle _{2}),}
natomiast stan splątany może mieć dowolne (znormalizowane) współczynniki, np.:
{\displaystyle |\xi \rangle _{12}=i{\frac {1}{\sqrt {3}}}|0\rangle _{1}|0\rangle _{2}+{\frac {1+i}{\sqrt {12}}}|0\rangle _{1}|1\rangle _{2}+{\sqrt {\frac {6}{12}}}|1\rangle _{1}|1\rangle _{2},}
(gdzie {\displaystyle \gamma =0}). W sensie matematycznym stany kwantowe stanowią surjektywną izometrię wektorów bazowych; stan kwantowy może nie zawierać wszystkich wektorów bazowych, jednak musi być znormalizowany. Cztery poniższe stany splątane zwane „stanami Bella” tworzą na przykład maksymalnie splątaną bazę czterowymiarowej przestrzeni Hilberta dwóch kubitów:
{\displaystyle |\phi ^{+}\rangle _{12}={\frac {1}{\sqrt {2}}}(|0\rangle _{1}|0\rangle _{2}+|1\rangle _{1}|1\rangle _{2}),}
{\displaystyle |\phi ^{-}\rangle _{12}={\frac {1}{\sqrt {2}}}(|0\rangle _{1}|0\rangle _{2}-|1\rangle _{1}|1\rangle _{2}),}
{\displaystyle |\psi ^{+}\rangle _{12}={\frac {1}{\sqrt {2}}}(|0\rangle _{1}|1\rangle _{2}+|1\rangle _{1}|0\rangle _{2}),}
{\displaystyle |\psi ^{-}\rangle _{12}={\frac {1}{\sqrt {2}}}(|0\rangle _{1}|1\rangle _{2}-|1\rangle _{1}|0\rangle _{2}).}
Stany splątane należą do iloczynu tensorowego {\displaystyle {\mathcal {H}}_{1}\otimes {\mathcal {H}}_{2}} przestrzeni Hilberta {\displaystyle {\mathcal {H}}_{1}} i {\displaystyle {\mathcal {H}}_{2},} jednak nie da się ich otrzymać poprzez tensorowe mnożenie stanu należącego do przestrzeni {\displaystyle {\mathcal {H}}_{1}} i stanu należącego do przestrzeni {\displaystyle {\mathcal {H}}_{2}.} Stany splątane są więc stanami szczególnymi. Z racji swoich niezwykłych własności wykorzystuje się je m.in. w komputerach kwantowych, przewyższających szybkością obliczeń powszechne dotąd komputery klasyczne.

## Przykład 3: Obliczanie iloczynu skalarnego
Jeżeli dane są dwa stany {\displaystyle |\psi \rangle _{1}} i {\displaystyle |\phi \rangle _{2}} należące odpowiednio do przestrzeni Hilberta {\displaystyle {\mathcal {H}}_{1}} i {\displaystyle {\mathcal {H}}_{2},} takie że
{\displaystyle |\psi \rangle _{1}=a|0\rangle _{1}+b|1\rangle _{1},}
{\displaystyle |\phi \rangle _{2}=c|0\rangle _{2}+d|1\rangle _{2},}
to ich iloczyn tensorowy ma postać (por. Przykład 2):
{\displaystyle |\psi \rangle _{1}\otimes |\phi \rangle _{2}=ac\,|0\rangle _{1}|0\rangle _{2}+ad\,|0\rangle _{1}|1\rangle _{2}+bc\,|1\rangle _{1}|0\rangle _{2}+bd\,|1\rangle _{1}|1\rangle _{2}.}
Iloczyn skalarny powyższego wektora oblicza się licząc iloczyny skalarne wektorów należących do tych samych przestrzeni Hilberta {\displaystyle {\mathcal {H}}_{1}} lub {\displaystyle {\mathcal {H}}_{2},} tj.:
{\displaystyle \langle \psi |_{1}\otimes \langle \phi |_{2}|\psi \rangle _{1}\otimes |\phi \rangle _{2}=\langle \psi |\psi \rangle _{1}\otimes \langle \phi |\phi \rangle _{2}=\ldots =(|a|^{2}+|b|^{2})(|c|^{2}+|d|^{2}).}

## Przykład 4: Iloczyn tensorowy przestrzeniL²
Jeżeli {\displaystyle \mu } i {\displaystyle \nu } są miarami σ-skończonymi, to istnieje dokładnie jeden taki izomorfizm iloczynu tensorowego
{\displaystyle L^{2}(\mu )\otimes L^{2}(\nu )}
na przestrzeń
{\displaystyle L^{2}(\mu \otimes \nu ),}
że {\displaystyle f\otimes g\mapsto fg.} Symbol {\displaystyle \mu \otimes \nu } oznacza miarę produktową miar {\displaystyle \mu } i {\displaystyle \nu .}
W przypadku, gdy zbiór {\displaystyle A} jest dowolnym zbiorem oraz {\displaystyle \mu } jest miarą liczącą na {\displaystyle A,} to
{\displaystyle L^{2}(\mu )=\ell ^{2}(A)}
Jeżeli zbiór {\displaystyle A} jest nieprzeliczalny, to miara {\displaystyle \mu } nie jest σ-skończona. Pomimo tego, nawet w przypadku, gdy któryś ze zbiorów {\displaystyle A} lub {\displaystyle B} jest nieprzeliczalny, iloczyn tensorowy
{\displaystyle \ell ^{2}(A)\otimes \ell ^{2}(B)}
jest izometryczny z przestrzenią
{\displaystyle \ell ^{2}(A\times B).}